# Aeroportul Indianapolis Metropolitan
Aeroportul Indianapolis Metropolitan (IATA: UMP, ICAO: KUMP, FAA LID: UMP) este un aeroport din Indiana, Statele Unite ale Americii ce deservește zona Indianapolis. A fost numit după zona deservită.
Situat la o altitudine de 247 m, aeroportul dispune de 1 pistă.

## Infrastructură

### Piste
Aeroportul dispune de o singură pistă. Pista 15/33 are suprafața de asfalt și dimensiunile 4.004 picioare × 100 picioare. 